# كاتسكيل (نيويورك)
كاتسكيل (بالإنجليزية: Catskill (town), New York) هي منطقة سكنية تقع في الولايات المتحدة في مقاطعة غرين، نيويورك. يقدر عدد سكانها بـ 11,775 نسمة .

## أعلام
- جيمس بغاردوس
- توماس كول
- ويليام إس. كينيون
- جون أديسون بورتر
- جون آدامز
- هنري أشلي
- إدسال ووكر
- جورج ديكر
- توماس بي. كوكي